# Setambul Jaya
Setambul Jaya is een bestuurslaag in het regentschap Aceh Tenggara van de provincie Atjeh, Indonesië. Setambul Jaya telt 285 inwoners (volkstelling 2010).